# LMNT
LMNT는 미국의 보이 밴드이다. 대표적인 노래로는 juliet이 있다.

## 디스코그래피
- All Sides (2002)